# Roan Uchida
Roan Uchida (内田 魯庵), nom véritable Uchida Mitsugi (内田 貢); 27 avril 1868 à Edo - 29 juin 1929) est un écrivain, critique littéraire et traducteur japonais actif durant l'ère Meiji. Son fils ainé est le peintre Yōga Iwao Uchida (1900-1953) et sa petite-fille la traductrice et slaviste Risako Uchida (1928-1997).

## Biographie
Uchida naît à Edo (aujourd'hui dans l'arrondissement Taitō à Tokyo). Il fréquente l'école Rikkyō (de nos jours Université Rikkyō) et l'école supérieure de Tokyo (actuelle Université Waseda) pour apprendre l'anglais mais sans obtenir aucun diplôme cependant. Il quitte l'école et fait des traductions approximatives pour son oncle Inoue Tsutomu qui travaille comme traducteur au service de rédaction du ministère de la culture (Mombu-shō). Il fait ses débuts littéraires avec une longue critique de l'ouvrage Natsukodachi de Yamada Byō, qu'il publie en 1888 dans la revue Jogaku zasshi d'Iwamoto Yoshiharu. Un an plus tard, son premier roman, Fuji no ippon, paraît en feuilleton dans le magazine Miyako no hana. Il entretient une relation amicale avec Futabatei Shimei et Tsubouchi Shōyō et lit le Crime et Châtiment de Dostoïevski la même année dans la traduction anglaise. Trois ans plus tard, Uchihda fait ses débuts de traducteur en 1892 avec la version japonaise du roman de Dostoïevski. Il poursuit son travail de traducteur avec différents auteurs occidentaux comme Voltaire, Andersen, Dickens, Dumas, Zola, Sienkiewicz et Wilde. Sa traduction du roman Résurrection de Tolstoï retient également l'attention.
Dans ses romans, il critique ironiquement les fléaux sociaux tels que la corruption, les excès sexuels de la classe supérieure, etc., ce qui en fait l'un des principaux auteurs du genre « roman social » ( 社会 小说shakai shōsetsu )(社会小説. En 1901, Uchida commence une activité de consultant auprès de la chaîne de librairies Maruzen (de). Par ailleurs, Uchida édite le magazine Gakutō pour le compte de Maruzen. C'est dans cette publication que paraît en 1908 sa traduction d'Ivan et ses frères de Tolstoï.
Son livre Omoidasu hitobito paru en 1925 est une source appréciable comme document historique du monde littéraire japonais de l'ère Meiji, du roman politique (政治小説 seiji shōsetsu), jusqu'à la mort de Futatabatai Shimei.
En février 1929, Uchida est victime d'une hémorragie cérébrale alors qu'il est train d'écrire, ce qui entraîne une aphasie et son décès en juin de cette même année.

## Titre
- 1925 Omoidasu hitobito (思ひ出す人々)

## Source de la traduction
- (de) Cet article est partiellement ou en totalité issu de l’article de Wikipédia en allemand intitulé « Uchida Roan » (voir la liste des auteurs).
- Notices d'autorité :   - VIAF
  - ISNI
  - BnF (données)
  - IdRef
  - LCCN
  - GND
  - Italie
  - Japon
  - CiNii
  - Pays-Bas
  - Pologne
  - Israël
  - WorldCat